# Ursula Gerstel
Ursula Gerstel (* 1927) ist eine ehemalige deutsche Hörspielsprecherin und Schauspielerin.

## Leben
Die Bühnenschauspielerin Gerstel war hin und wieder in Fernsehspielen zu sehen, zu denen Spiel- oder Fernsehfilme, wie Freispruch für Old Shatterhand, Victor Wunderbar, Der Pfingstausflug und Frühlingssinfonie gehören, aber auch Serien, wie Ein Kapitel für sich, die nach dem Roman von Walter Kempowski ausgestrahlt wurde, oder mehrere Auftritte in der Fernsehreihe Tatort.
In der Folge Hundeliebe der Serie Die Pfefferkörner spielte sie die Rolle der Hundebesitzerin Oelkers.
Gerstel erreichte einen gewissen Bekanntheitsgrad hauptsächlich durch ihre Stimme, wie etwa in der Hauptrolle der Johanna in Jim Salabim oder in Reihen wie z. B. Benjamin Blümchen, Bibi Blocksberg (als die erste Stimme von Oma Grete, die später Inken Sommer übernahm) oder Die kleinen Detektive. Auch in einigen Märchen, wie z. B. in der Titelrolle von Der kleine Muck und der Serie Lissy war sie zu hören.
Ursula Gerstel war bis zu dessen Tod mit ihrem Schauspielkollegen Gerhard Schinschke (1926–2000) verheiratet.

## Werke

### Filmografie
- 1965: Freispruch für Old Shatterhand
- 1976: Tatort – Transit ins Jenseits
- 1977: Pfarrer in Kreuzberg (laut DRA)
- 1978: Der Pfingstausflug
- 1979: Ein Kapitel für sich
- 1982: Tatort – Sterben und sterben lassen
- 1983: Frühlingssinfonie
- 1986: Das kleine Fernsehspiel – Victor Wunderbar
- 1986: Didi – Der Untermieter – Ein Traumurlaub (Fernsehserie)
- 1988: Tatort – Schuldlos schuldig
- 1996: Wolkenstein – Das sture Mädchen (Fernsehserie)
- 2004: Die Pfefferkörner – Hundeliebe (Fernsehserie)

### Hörspiele
- Benjamin Blümchen als Schornsteinfeger (18); Rolle: Ernestine Überzweck
- Benjamin Blümchen Der Zoo zieht um (38); als Kassiererin
- Benjamin Blümchen zieht aus (40); Rolle: Frau
- Benjamin Blümchen als Pirat (41); Rolle: Frau
- Bibi Blocksberg Dreimal schwarzer Kater (22); Rolle: Oma Grete
- Die kleinen Detektive Das Gespensterhaus (1); Rolle: Frieda Tessler
- Die kleinen Detektive Der Diamantenraub (5); Rolle: Elfriede Gerster
- Jim Salabim Der verrückte Professor (3); Rolle: Johanna Salabim
- Jim Salabim Zirkus Hipp in großer Not (4); Rolle: Johanna Salabim
- Jim Salabim Die Kürbis-Kanone (7); Rolle: Johanna Salabim
- Lissy Lissy will mit dem Kopf durch die Wand (1); Rolle: Lieschen Schön
- Lissy Lissy als Klassensprecherin (3); Rolle: Lieschen Schön
- Alice im Wunderland (2); Rolle: Königin
- Professors Zwillinge Bubi und Mädi (1); Rolle: Frau Annchen
- Professors Zwillinge Im Sternenhaus (4); Rolle: Omama
- Professors Zwillinge Von der Schule ins Leben (5); Rolle: Omama
- Das doppelte Lottchen; Rolle: Fräulein Ulrike
- Rumpelstilzchen/Zwerg Nase; Rolle: Wirtin
- Der kleine Muck/Die drei Federn; Rolle: Der kleine Muck